# 1688
- Wikisource

| Calendário gregoriano                                                        | 1688 MDCLXXXVIII                    |
| Ab urbe condita                                                              | 2441                                |
| Calendário arménio                                                           | 1137 – 1138                         |
| Calendário bahá'í                                                            | -156 – -155                         |
| Calendário budista                                                           | 2232                                |
| Calendário chinês                                                            | 4384 – 4385 Início a 2 de fevereiro |
| Calendário copta                                                             | 1404 – 1405                         |
| Calendário etíope                                                            | 1680 – 1681                         |
| Calendários hindus - Vikram Samvat - Calendário nacional indiano - Cáli Iuga | 1743 – 1744 1609 – 1610 4788 – 4789 |
| Calendário Holoceno                                                          | 11688                               |
| Calendário islâmico                                                          | 1099 – 1100                         |
| Calendário judaico                                                           | 5448 – 5449                         |
| Calendário persa                                                             | 1066 – 1067                         |
| Calendário rúnico                                                            | 1938                                |
| Calendário solar tailandês                                                   | 2231                                |

1688 (MDCLXXXVIII, na numeração romana)  foi um ano bissexto do século XVII do actual Calendário Gregoriano, da Era de Cristo, e as suas letras dominicais foram D e C (53 semanas), teve  início a uma quinta-feira e terminou a uma sexta-feira.
| Ano completo                           |
| -------------------------------------- |
| Ano bissexto com início à quinta-feira |

## Eventos
- Revolução Gloriosa, estabeleceu na Inglaterra a declaração dos direitos que permitiu a supremacia do parlamento sobre a monarquia surgindo,assim, o parlamentarismo.

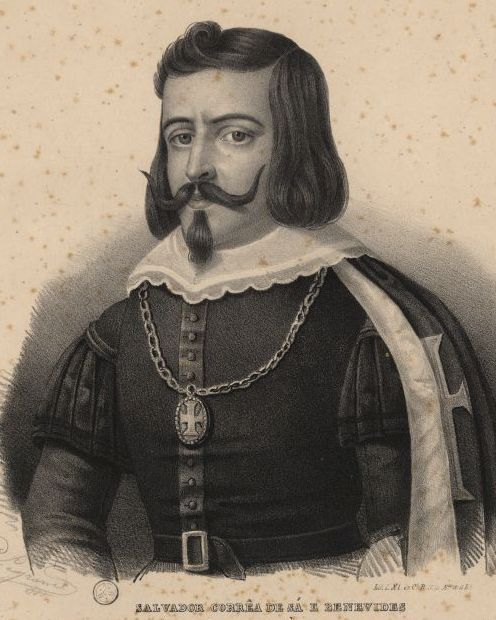
Salvador Correia de Sá e Benevides (1591-1688). Litografia de Manuel Luís, 1841

## Nascimentos
- 23 de janeiro - Ulrica Leonor da Suécia, Rainha Soberana da Suécia (m. 1741).
- 29 de janeiro – Emanuel Swedenborg, cientista, filósofo, teólogo, inventor, político, artífice, literato, poliglota e médium sueco.

## Mortes
- 1 de janeiro – Salvador Correia de Sá e Benevides, político e militar luso-Brasileiro (n. 1591).

## Por tema
- 1688 na literatura